# 弗雷德里克·霍维
弗雷德里克·霍维（英語：Frederick Hovey，1868年10月7日—1945年10月18日），美国前男子网球运动员。他曾获得美国网球公开赛男子单打冠军、男子双打冠军。他于1974年入选国际网球名人堂。